# 日本滨菊属
日本滨菊属（学名：Nipponanthemum）为菊科的一个属。

## 下属物种
本属包括以下物种：
- 日本滨菊 Nipponanthemum nipponicum (Franch. ex Maxim.) Kitam.